# Hoan Kiem (sjö)

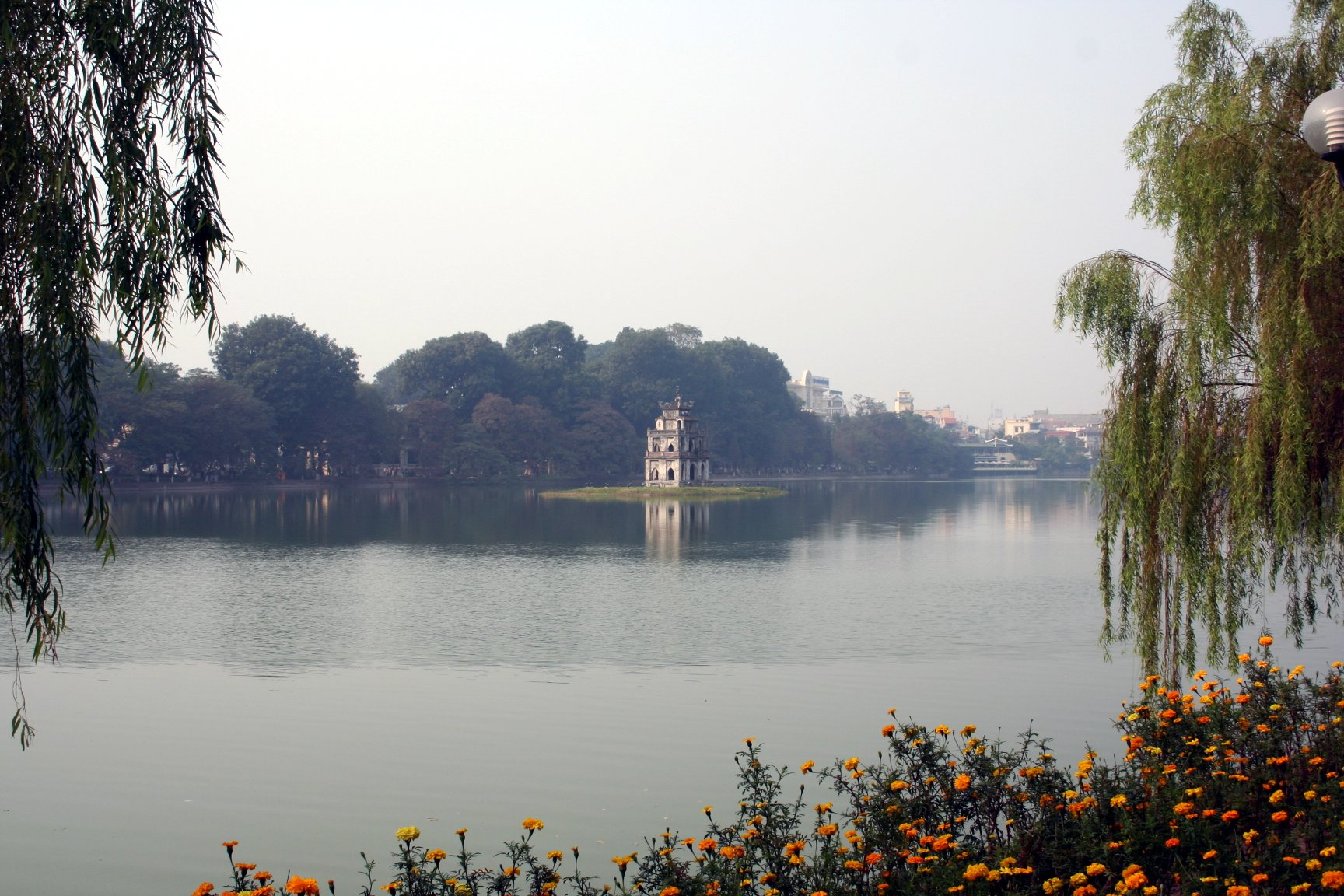
Sköldpaddspagoden (Thap Rua) i mitten av sjön.

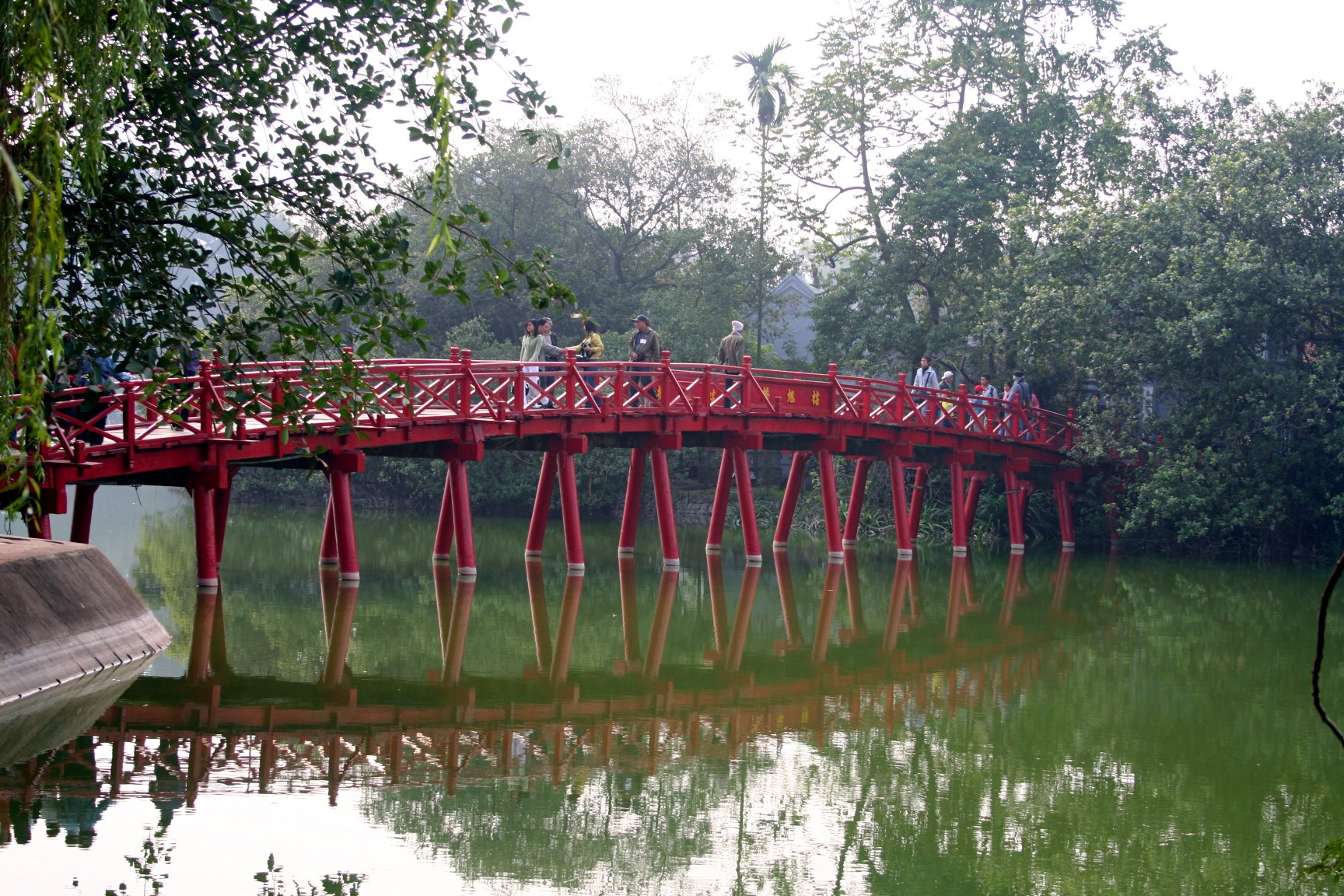
Huc-bron.

Hoan Kiem (betyder det återbördade svärdet på vietnamesiska. Vietnameser använder ofta namnet Hồ Gươm) är en sjö i centrala Hanoi i Hoan Kiem-distriktet.

## Omgivningar
På norra sidan om sjön ligger den så kallade Gamla Stan. Där finns skrågator såsom sidengatan, pappersgatan, gravstensgatan och så vidare.
Hoan Kiem-sjön har ett tempel tillägnat generalen Tran Hung Dao dit "den nedåtgående solens bro" leder. Dessutom ligger sköldpaddstornet i sjön på en liten ö. Tidiga morgnar sker gymnastik, svärdsövningar, tai chi och andra traditionella aktiviteter på promenadvägarna kring sjön. Huvudpostkontoret ligger i närheten och ett flertal kaféer och restauranger omgärdar också sjön.
Enligt legenden gav kejsare Le Loi tillbaka det magiska svärd som hade givit honom framgång i kampen mot den kinesiska Mingdynastin till en gyllene sköldpadda i sjön. Denna legend har givit sjön dess namn.
I templet som ligger i sjön finns även en jättelik, uppstoppad, sköldpadda som hittades i sjön och som tros vara närmare 200 år gammal vid tidpunkten av fyndet. 

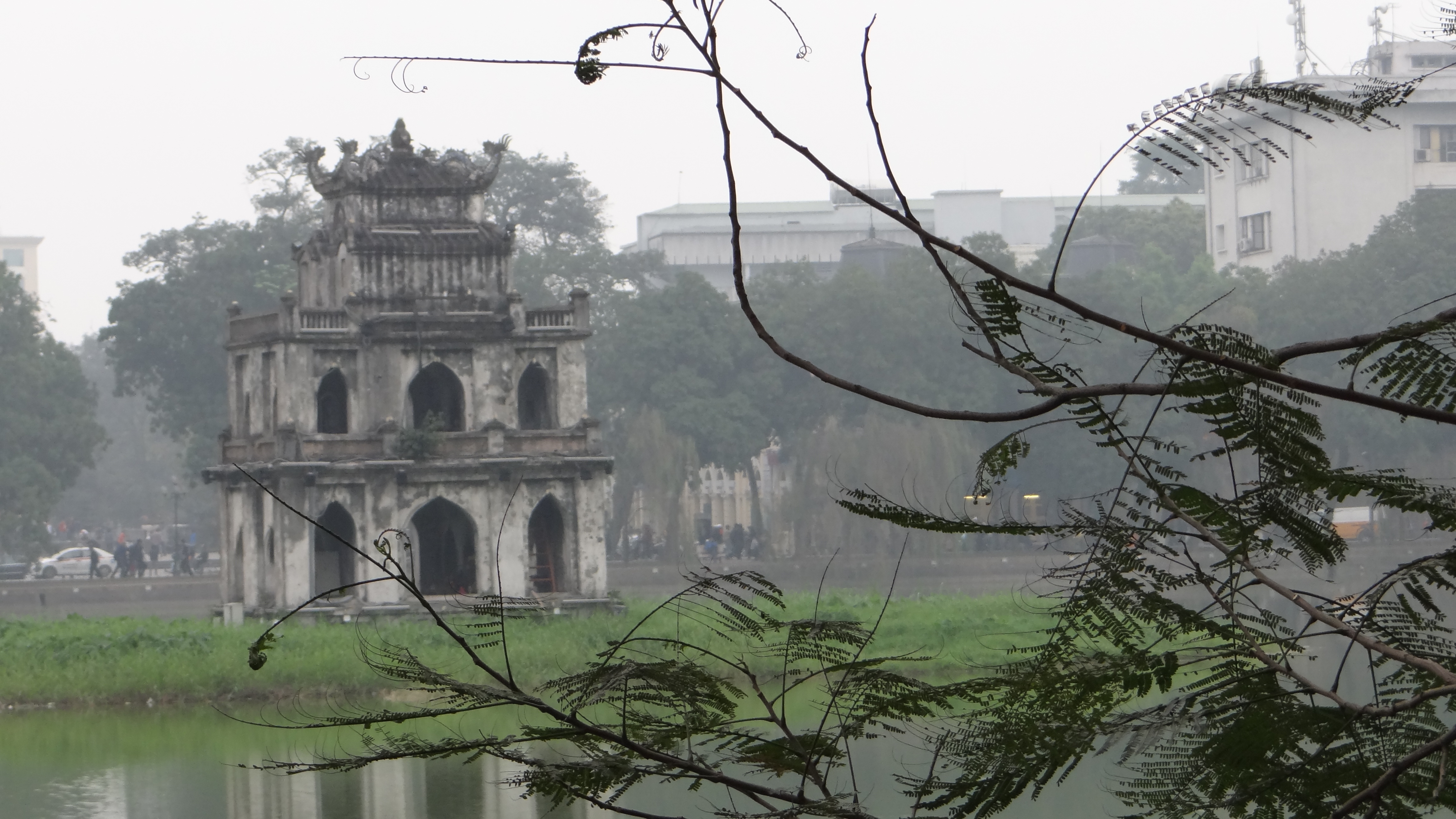
La pagode de la tortue
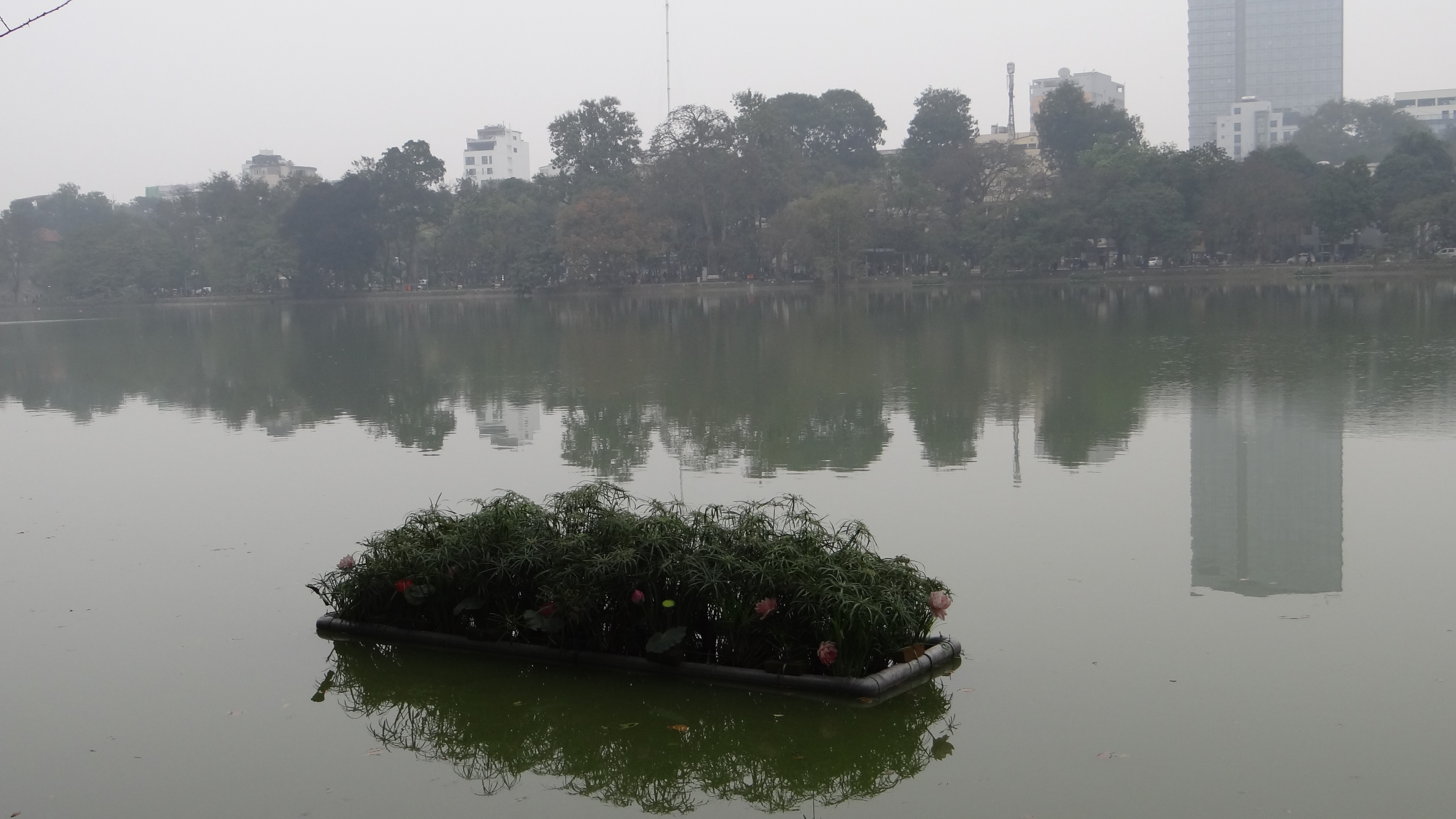
Vue d'ensemble
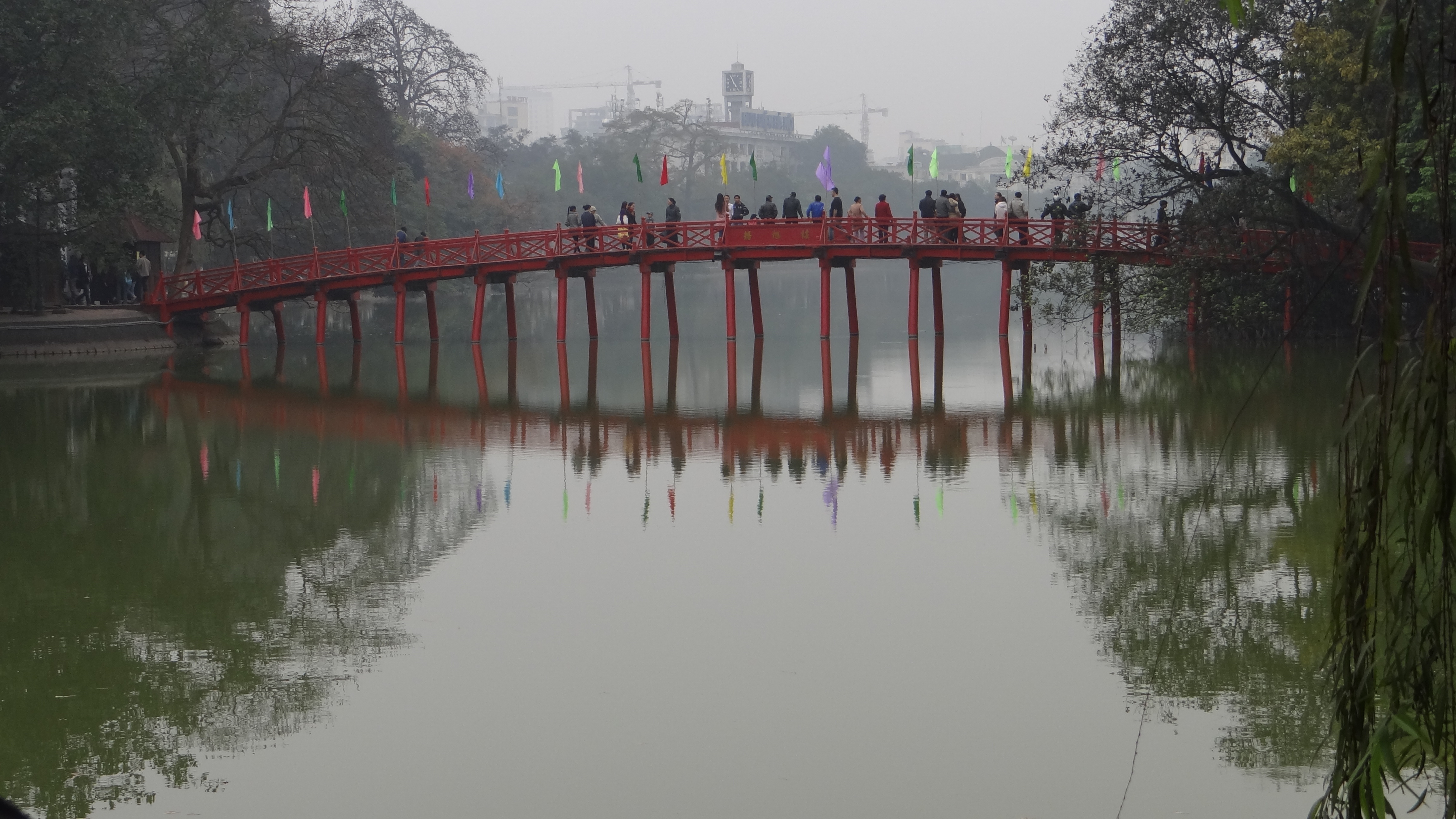
Le pont du soleil levant
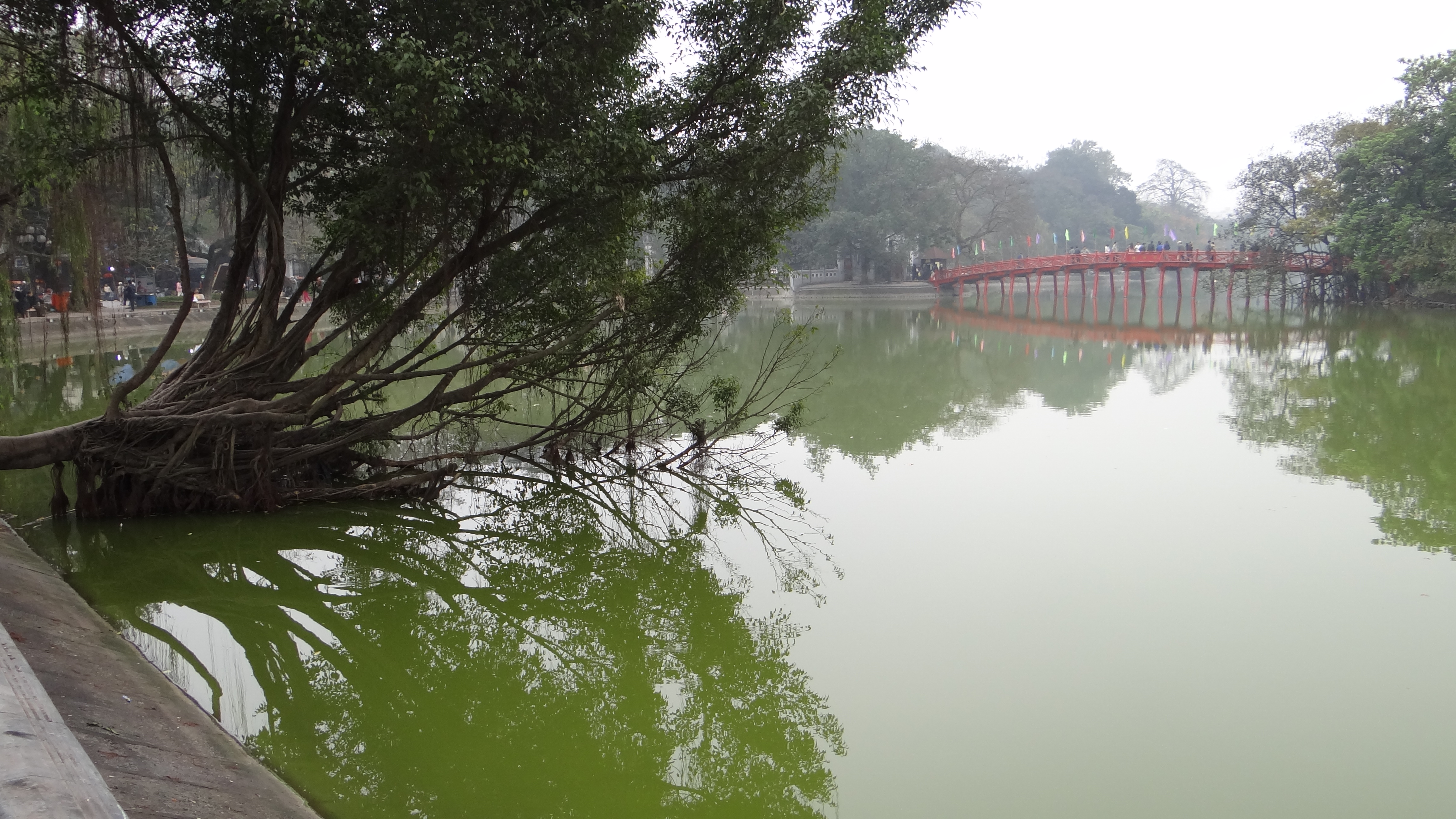